# 謝語恩
谢语恩（2005年1月28日—）。艺名乐乐，臺灣新北市板橋區人。曾以童星出道，現為女舞者及學生演員，現為Facebook旅遊型部落客以及Instagram影音創作者。自2010年始出演過多部電視劇、電影與音樂錄影帶，並多次參與公益活動。2013年因出演《兩個爸爸》中的唐溫蒂而走紅，獲「2013華劇大賞」最佳催淚獎及最佳童星獎。

## 演出作品

### 電視劇
| 年份   | 名稱                 | 角色         |
| 2013年 | 親愛的，我愛上別人了 | 周育玟       |
| 2013年 | 兩個爸爸             | 唐溫蒂       |
| 2016年 | 檸檬初上             | 左妙妙       |
| 2020年 | 獵夢特工             | 成安雅(少年) |
| 2025年 | 九如一家人           | 楊雯玉       |

### 電影
| 年份   | 名称           | 角色           |
| 2011年 | 爱在20号仓库   | 宋彩妮（幼年） |
| 2014年 | 愛琳娜         | 小紅豆         |
| 2016年 | 一萬公里的約定 | 小米           |
| 2018年 | 小玩意         |                |

### MV
- 2010 田馥甄-To Hebe
- 2010 旺福
- 2010 董事長樂團
- 2010 劉德華 大眼睛
- 2010 吳克群
- 2010 江蕙 唉喲唉喲
- 2022 品冠 不如我們今天見

## 公益活動
- 2013 遠傳第七屆棄兒不捨募款活動
- 2013 癌症幸福基金會 抗癌祈福 織愛集氣 活動
- 2013 《momo購物網》「幸福家倍」募款計畫
- 2013 惠光導盲犬教育基金會 著色活動
- 2013 廣三SOGO明星繪馬克 創意公益拍賣競標
- 2014 《抗淋巴癌！小心「燒腫癢汗咳瘦」》公益活動
- 2015 弘道老人服務基金會《獨居長輩有『購』幸福，迎好年"》公益活動

## 獎項殊榮
- 2013「2013華劇大賞」最佳催淚獎（作品《兩個爸爸》） 得獎
- 2013「2013華劇大賞」最佳童星獎（作品《兩個爸爸》） 得獎

## 外部連結
- 樂樂小公主的instagram
- 樂樂小公主的Facebook專頁
- 謝語恩在互联网电影资料库（IMDb）上的資料（英文）